# Sénéchas
Sénéchas es una comuna francesa situada en el departamento de Gard, en la región de Occitania.

## Demografía
| 146 | 134 | 113 | 167 | 178 | 192 | 242 |
| Para los censos de 1962 a 1999 la población legal corresponde a la población sin duplicidades (Fuente: INSEE [Consultar]) |     |     |     |     |     |     |